# Alsópokorágy
Koordináták: é. sz. 48° 24′ 26″, k. h. 20° 01′ 38″48.407211°N 20.027217°EAlsópokorágy (szlovákul Nižná Pokoradz) Rimaszombat településrésze, 1974-ig önálló község Szlovákiában, a Besztercebányai kerület Rimaszombati járásában.

## Fekvése
Alsópokorágy egyike Rimaszombat hét kataszteri területének, területe 4,077 km². A városközponttól 2 km-re északra fekszik, a Balogpádárra vezető út mentén.

## Története
Vályi András szerint: "Alsó, Felső Pokorágy. Két tót falu Hont Vármegyében, földes Uraik G. K. Berényi, Lusinszky, G. Szendrei Török, és Jekelfalusi Uraságok, lakosaik leg inkább evangelikusok, fekszenek Zeherjéhez közel, Rima Szombatnak is szomszédságában, mellynek filiáji, határbéli földgyeik jó termékenységűek, boraik gyengék, piatzozások Rimaszombatban, holott fuhatozással is keresik élelmeket, gyümöltsök, mikor terem, elég van."
Fényes Elek szerint: "Pokorágy, (Alsó), magyar falu, Gömör-Kis-Hont vmegyében, Rimaszombat szomszédságában: 22 kath., 240 ref. lak., termékeny gazdag határral, s szőlőmiveléssel. Az osgyáni urad. tartozik."
Gömör-Kishont vármegye monográfiájában: "Alsópokorágy, magyar kisközség, ev. ref. vallásu lakosokkal. Házainak száma 79, lakosaié 377. 1438-ban említik először, mint Ajnácskő vár tartozékát és mint ilyen szerepel még a XVII. század közepén is. Később az osgyáni uradalomhoz csatolták. A mult század elején a br. Kemény, a Szentmiklóssy, a Rakovszky és a Pongrácz család volt a birtokosa. Református temploma a husziták idejében épült. Az egyház 1700-ból való érdekes úrasztali poharat őriz. A község postája, távírója és vasúti állomása Rimaszombat."
1910-ben 371-en, túlnyomórészt magyarok lakták. A trianoni diktátumig Gömör-Kishont vármegye Rimaszombati járásához tartozott. 1921-ben 349 lakosából 347 magyar. 1938 és 1944 között újra Magyarország része.
A második világháború után magyar lakosságának egyötödét kitelepítették, helyükre magyarországi szlovákok jöttek. 1970-ben 291 lakosából már csak 194 volt magyar, 97 pedig szlovák volt. 1974-ben Dúsa, Mezőtelkes és Felsőpokorágy községekkel együtt Rimaszombathoz csatolták.

## Nevezetességei
- Református temploma 1891-ben épült neoklasszicista stílusban, a régebbi templom alapjain.